# F. W. Murnau
Friedrich Wilhelm "Fritz" Murnau  rođen kao Friedrich Wilhelm Plumpe ( Bielefeld, 28. prosinca 1888. – Santa Barbara, Kalifornija, 11. ožujka 1931.), bio je njemački filmski redatelj nijemih filmova. Murnau je bio jedan od najpoznatijih predstavnika ekspresionizma u filmskoj umjetnosti koji je primjenjivao nove koncepte upotrebe kamere i montaže, koje je sam razvio. Vjerojatno je najpoznatiji po filmu strave i užasa Nosferatu, obradi Bram Stokerove knjige Drakula.

## Život i djelo

### Njemačka
Murnau odrasta u imućnoj građanskoj obitelji. Otac Heinrich Plumpe bio je vlasnik tvornice štofa u sjeverozapadnoj Njemačkoj a majka Otilie Volbracht je bila učiteljica. Poslije gimnazijskog obrazovanja u Kasselu, gdje je obitelj preselila 1892. kada je Murnau bio sedam godina star, studirao je filologiju i povijest umjetnosti u Berlinu i Heidelbergu. Vila u kojoj su stanovali se često pretvarala u pozornicu za male komade, koje je režirao Murnau, i koji je već čitao knjige
Schopenhauera, Nietzschea, Shakespearea i Ibsena u dobi od 12 godina.
Poznati redatelj Max Reinhardt zapazio ga je na jednoj studentskoj predstavi i nagovorio ga da pređe u njegovu glumačku školu. U njoj je Murnau postao prijatelj s Franzom Marcom, Else Lasker-Schüler i Hansom Ehrenbaum-Degeleom. Uzima umjetničko ime Murnau (po mjestu Murnau am Staffelsee), što također označava i jasan razlaz s roditeljima, koji nisu mogli prihvatiti njegov otvoreni homoseksualni životni stil, niti njegove glumačke i redateljske ambicije. Murnau je bio 210 cm visok i imao je hladno ali autoritativno ponašanje. 
Tijekom prvog svjetskog rata Murnau je bio pilot u njemačkom zrakoplovstvu, sve dok nije namjerno ili zbog navigacijske pogreške sletio na neutralno švicarsko tlo. Interniran je u Andermatt, gdje dobiva nagradu za režiju za postavu svog patriotskog kazališnog komada Marignano.
1919. Murnau se vraća u Berlin i započinje karijerju filmskog redatelja. Njegov prvi film, Der Knabe in Blau ("Dječak u plavom"), bio je nadahnut slikom Thomasa Gainsborougha s istim motivom, no kao i nekoliko drugih Murnauovih filmova, je izgubljen. S filmom Der Bucklige und die Tänzerin započinje plodnu suradnju sa scenaristom Carlom Mayerom, koji je napisao scenarij za još 6 Murnauovih filmova. Njegov najpoznatiji film iz ovog perioda je ekranizacija Drakule iz 1922. u filmu Nosferatu, s Maxom Schreckom u glavnoj ulozi grofa vampira. Zbog autorskih prava film nije mogao biti nazvan Bram Stokerovim originalnim nazivom. Murnau biva optužen od Stokerove udovice, gubi proces i sud donosi presudu da se sve kopije filma moraju uništiti. Ipak privatne verzije filma uspjele su ipak preživjeti.
Poslije svojih ranih uspjeha Murnau je dobio ugovor s velikom njemačkom filmskom tvrtkom, Universum Film AG. Za njihov račun režirao je 1924.film Der letzte Mann (hr. Posljednji čovjek), u kojem Emil Jannings igra ulogu hotelskog portira koji je degradiran u čuvara toaleta. U ovom filmu Murnau i njegov kamerman Karl Freund koriste neku vrstu "leteće" tehnike snimanja kamerom koja omogućava nove perspektiva snimanja (npr. praćenja dima cigarete). Kroz nešto što je Murnau zvao "subjektivnom kamerom" mogao je gledatelj slijediti cijeli događaj očima glumca iz perspektive kamere. Murnauova sposobnost pričanja filmske priče s čistim filmskim rekvizitima može se ilustrirati u filmu Der letzte Mann, po tome što u njemu nije bilo teksta, što je bilo vrlo neobično za jedan nijemi film. Murnauov posljednji njemački filmovi bili su Tartüff (hr. Škrtica) rađen po Molièreovom komadu i Faust s Göstom Ekmanom starijim u glavnoj ulozi, oba iz 1926.

### Hollywood
Murnauovi uspjesi u Njemačkoj i američka inačica Posljednjeg čovjeka privukli su pozornost u Hollywoodu. Ponuđen mu je filmski ugovor, od strane producenta Williama Foxa i seli u Kaliforniju 1926. Snima film Sunrise: A Song of Two Humans za kojeg je dobio tri Oscara na prvoj dodjeli Oscara 1929. Komercijalna očekivanja nisu međutim zadovoljila do kraja, i zbog Foxovih financijskih problema da financira filmove zbog promjena koje je donio zvučni film, Murnau biva prisiljen ograničavati svoje umjetničke sloboda u sljedećim filmovima. Tijekom snimanja filma City Girl bio je jednostavno zamijenjen drugim redateljem, koji je bez Murnauovog utjecaja napravio zvučnu verziju filma.
Razočaran Hollywoodskim zahtjevima Murnau prekida 1929. svoj ugovor s Foxom. Poslije neuspjelog pokušaja ponovne suradnje s UFA-om u Berlinu kupuje si jahtu za jedrenje, čvrsto odlučivši da će sljedeći film biti snimljen po njegovim uvjetima i plovi za Tahiti da bi režirao Tabu zajedno sa snimateljem dokumetaraca Robertom J. Flahertyjem. Tijekom snimanja nastaju problemi s filmskom kućom koja je financirala projekt, i na kraju Murnau prekida suradnju s Flahertyjem da bi završio film sa svojim vlastitim ali i posuđenim novcem.
Film koji je sniman na otoku Bora Bora s isključivo domaćim amaterskim glumcima bio je mješavina dokumentrarnog filma i melodrame. Paramount je film tako oduševio da je ponudio Murnauu 10-o godišnji ugovor.

## Smrt
Premijeru filma Tabu 18. ožujka 1931. Murnau nije doživio. 11. ožujka je njegov sluga, 14-o godišnji Filipinac Garcia Stevenson, izgubio kontrolu nad posuđenim Rolls-Royceom na obalnoj cesti iz pravca Santa Monice i udario u električni stup. Murnau je preminuo nekoliko sati kasnije od posljedice povreda u jednoj bolnici u Santa Barbari. Samo je jedanaest osoba došlo na njegov pokop 19. ožujka, među njima i Greta Garbo, Robert Flaherty, Emil Jannings, i Fritz Lang, koji je održao posmrtni govor. Garbo je napravila posmrtnu masku od Murnauovog lica, koju je držala na svom pisaćem stolu dok je živjela u Hollywoodu.

## Filmografija
- 1917.: Teufelsmädel[7]
- 1919.: Der Knabe in Blau
- 1919.: Satanas – Fragment
- 1920.: Der Bucklige und die Tänzerin
- 1920.: Der Januskopf
- 1920.: Abend – Nacht – Morgen
- 1920.: Sehnsucht
- 1920.: Der Gang in die Nacht
- 1921.: Marizza, genannt die Schmugglermadonna
- 1921.: Schloß Vogelöd
- 1922.: Der brennende Acker
- 1922.: Nosferatu
- 1922.: Phantom
- 1923.: Die Austreibung
- 1924.: Die Finanzen des Großherzogs
- 1924.: Der letzte Mann
- 1926.:  Tartüff
- 1926.: Faust – eine deutsche Volkssage
- 1927.:  Sunrise – A Song of Two Humans
- 1928:  4 Devils
- 1930.: City Girl
- 1931.: Tabu